# Proactenis
Proactenis är ett släkte av fjärilar. Proactenis ingår i familjen vecklare.
Kladogram enligt Catalogue of Life:
| Proactenis | \| \| Proactenis sisir \| \| \| \| \| \| Proactenis tricomma \| \| \| \| \| \| Proactenis uniata \| \| \| \| |
|            | \| \| Proactenis sisir \| \| \| \| \| \| Proactenis tricomma \| \| \| \| \| \| Proactenis uniata \| \| \| \| |
|            | Proactenis sisir                                                                                             |
|            | |
|            | Proactenis tricomma                                                                                          |
|            | |
|            | Proactenis uniata                                                                                            |
|            | |